# 熱赤外分光法
熱赤外分光法（ねつせきがいぶんこうほう、英: Thermal infrared spectroscopy、英: TIR spectroscopy）とは赤外分光法の一つであり、物体の構成物質を決定する目的で広く使われている。物体全体や表面から放出された熱赤外線を測定し、その電磁スペクトルを解析して既知の物質のスペクトルと比較することで構成物質を決定できる。

## 熱赤外線分光器

### 航空
- TIMS: C-130 (航空機)・ER-2に搭載された複数波長の放射計。
- SEBASS: Aerospace Corporationによって製作されたハイパースペクトルセンサ。
- Hyper-Cam: Telopsによって製作されたハイパースペクトル熱赤外線カメラ。
- OWL: Specimによって製作されたハイパースペクトル熱赤外線カメラ[1]。

### 宇宙
- ISM: フォボス計画の探査機に搭載された分光画像装置。
- ASTER: テラ (人工衛星)に搭載されたマルチスペクトル放射計。
- TES: マーズ・グローバル・サーベイヤーに搭載されたハイパースペクトル分光器。
- Mini-TES: TESを小型化したハイパースペクトル分光器であり、マーズ・エクスプロレーション・ローバーに搭載された。
- THEMIS: 2001マーズ・オデッセイに搭載された複数波長の熱赤外線画像装置。